# スティラコサウルス
スティラコサウルス (Styracosaurus) は中生代後期白亜紀カンパニアン期(約7,550万 ~ 7,500万年前)の北アメリカ大陸に生息していた角竜の属の一つ。

## 概要
スティラコサウルスは全長約5.5m、体重2.7tと推定されている 。その頭骨は逞しく、鼻骨に長大な角を備えている。そして後頭部に大きなトゲ状の４つのホーンレットを有する頭頂骨と鱗状骨（フリル）を頂く。それぞれのホーンレットの長さは鼻角に迫るほどで、50～55cmに達する。ホロタイプの鼻角は57cmある 。ただしその角は不完全なもので、他のスティラコサウルスやセントロサウルスのものに基づいて復元された物であり、その長さの半分の部分でいくらかカーブしていたかもしれない。
大きな鼻角と4つのホーンレットのほかにも、装飾のバリエーションがあった。いくつかの個体はフリルのような突起とフックをフリルの後縁に有し、セントロサウルスのものと類似しているがそれよりも小さい。その他の個体ではあまり目立たない。ホロタイプのように第3対目の長いホーンレットをもつものもある。それ以外の個体でははるかに小さい名残を有し、小さな突起が、すべてではないが一部の標本の側縁に見られる。低いピラミッド形の上眼窩角は幼体では存在するが、成体ではうねになっている。ほとんどのケラトプス類のように、スティラコサウルスはフリルに大きな開口部があり、口先には歯のない嘴をもっている。

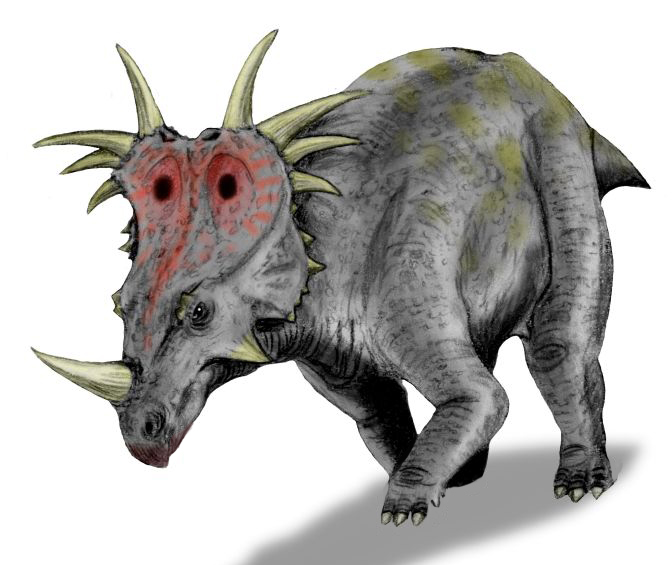
復原図

スティラコサウルスの巨体はサイのそれに似ていた。種内競争において有用であった可能性のある強靭な肩をしていた。尾は比較的短い。それぞれのつま先は角質で覆われた蹄鉄のようになっていた。
スティラコサウルスおよびケラトプス類は、体の真下に前肢を伸ばした姿勢、または横に肘を広げた姿勢など、様々な前肢の復元が一般に提案されている。最近の研究では、中間的な屈曲位置（小さく前へならえと表現される）が最も可能性が高いとされている。

## 形態
スティラコサウルスは、角竜類の中でも有数の派手なフリルを持つ。鼻角は1本だが、フリルには長大なホーンレットが3対、その下にも小さなホーンレットが多く突き出ており、ここから「棘のあるトカゲ」または｢拒馬トカゲ｣という意味の名前がつけられた。フリルを構成する骨格には穴があいており、重量を軽減している。角のある吻は厚みがあり、極めて大きい鼻孔を持つが、その理由は不明である。
全長5~7m、体重は約3トンと、ケラトプス類としては小型であり、短い四肢とかさばった胴体、やや短い尾を持っていた。

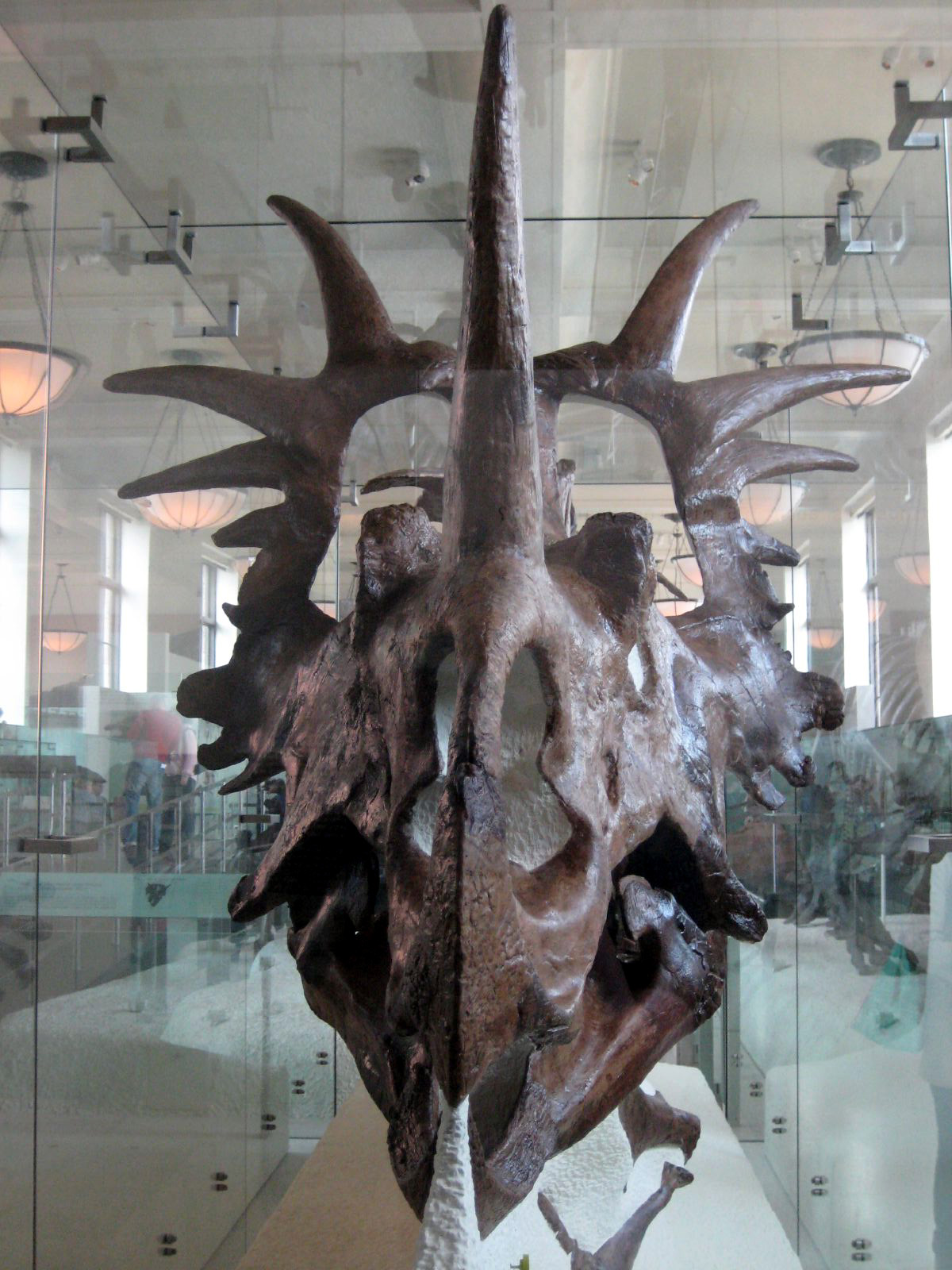
頭骨前面
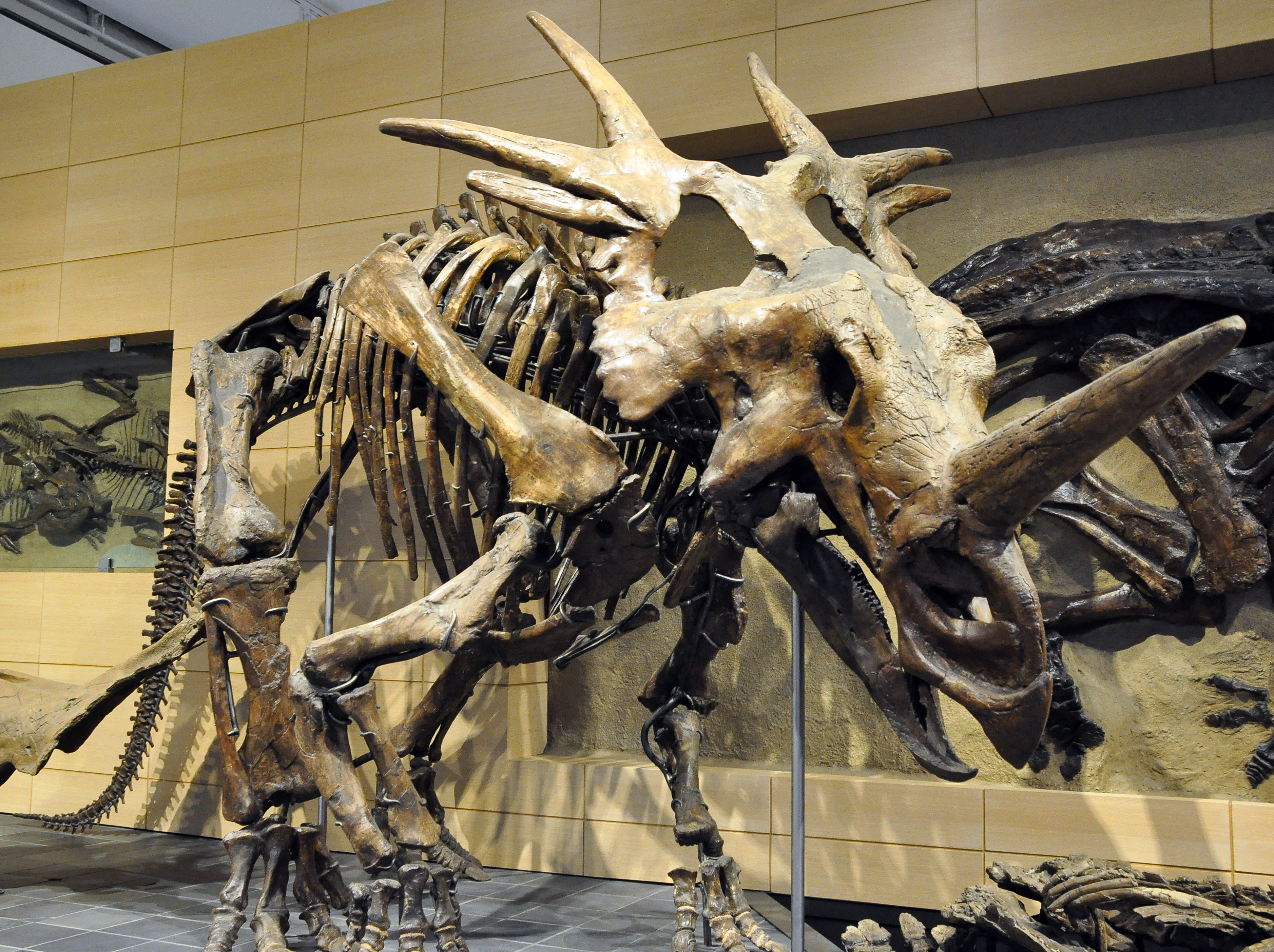
全身骨格
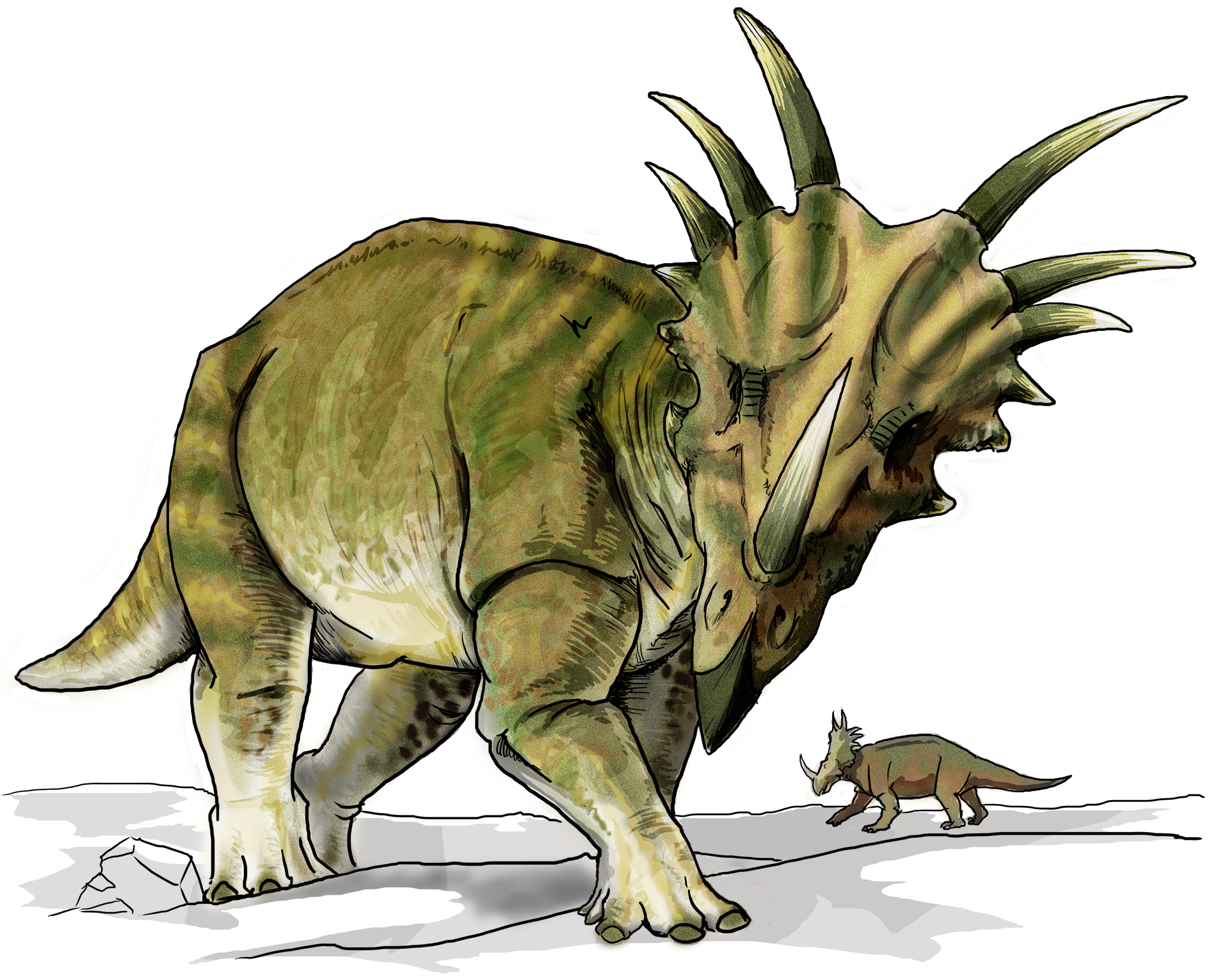
想像図
ヒトとの大きさ比較

## 生態
他のセントロサウルス亜科のメンバーと同様に、この恐竜はボーンベッドから発見されることがある。これは、大きなグループの中で移動する群動物だった可能性を示唆する。オウム状のクチバシと水平な臼歯は、この動物が植物食性だったことを示す。

## 記載と種
1913年にローレンス・ラムによって記載され、2つの種、S.albertensisおよびS.ovatusが、この属に現在割り当てられていたが、2010年に見直されアンドリュー・マクドナルドらによって S.ovatus を新属ルベオサウルスとして独立させたため、現在は S.albertensis 一種のみとされる。